# Solidaire betaling
Solidaire betalingen is een verzamelnaam voor alternatieve vormen van betalen, waarbij rekening wordt gehouden met een eerlijke prijs voor de producent én waarbij een individu of organisatie naar draagkracht kan bijdragen.

## Doelstelling
Solidaire betalingen bevorderen inclusiviteit, door (duurzame) producten of diensten beschikbaar te maken voor een grotere bevolkingsgroep. Het is tevens solidair naar de producent, die recht heeft op een eerlijke vergoeding voor zijn of haar product en/of dienst. Het is solidair naar de aarde, het milieu etc. aangezien de kosten – die horen bij duurzame productie – kunnen worden gedekt. En tot slot is het solidair naar de toekomstige generaties, aangezien het bestaande bedrijven financieel gezond houdt, waardoor ze kunnen worden doorgegeven en zelfs kunnen groeien met meer werknemers.

## Categorieën
Instrumenten om solidaire betalingen aan te moedigen kunnen worden ingedeeld in zes categorieën met oplopende autonomie voor de betaler:
1. Subsidies en/of financiële ondersteuning: de betaler wordt financieel ondersteund door een externe partij, zoals de gemeente of belangenorganisatie. Deze vorm van solidaire betalingen maakt een product of dienst toegankelijk voor individuen met een lager inkomen.
2. Donaties en/of schenking: deze vorm van solidaire betalingen maakt het mogelijk dat andere individuen of organisaties, al dan niet gebruikmakend van dezelfde dienst of product, de betaler ontzien van betalen. Een voorbeeld hiervan is de constructie: koop er één, en geef er één weg.
3. Prijsschaal ('sliding scale'): een prijsschaal is een instrument waarbij de betalende partij verschillende betalingsopties krijgt aangeboden. De prijs loopt veelal stapsgewijs op. Afhankelijk van de prijsschaal is er een minimum- en/of maximumprijs. Dit bepaalt de aanbiedende partij, evenals het besluit om wel of niet een gewenst richtbedrag aan te geven op de prijsschaal.
4. Biedronde ('Bieterunde'): deze vorm van solidaire betalingen is afkomstig uit Duitsland, waar het wordt toegepast binnen de gemeenschapslandbouw. In een bieterunde, ofwel biedronde, bepaalt de aanbieder het totaalbedrag dat nodig is voor een eerlijke vergoeding. Vervolgens bepaalt ieder individu welk bedrag hij of zij kan en wil bijdragen. Wanneer de vooraf bepaalde vergoeding niet gehaald wordt, begint de biedronde opnieuw. De biedronde is anoniem.
5. Betalen naar inzicht ('Pay-as-you-like'): in deze vorm wordt de betalende partij aangemoedigd om te betalen naar eigen inzicht. De betalende partij besluit zelf wat een juiste prijs is, passende bij zijn of haar draagkracht. De aanbiedende partij kan een richtbedrag aangeven of een minimumprijs vaststellen.
6. Solidaire betaling naar uurloon (Solidarity Payment): deze vorm van solidaire betaling is afkomstig uit Nederland, waar het voornamelijk wordt toegepast binnen de gemeenschapslandbouw. Bij de solidaire betaling worden kosten en uren van de producent bijgehouden, en deze worden transparant gecommuniceerd naar de betalende partij. De koper wordt vervolgens gevraagd om zelf het uurloon van de producent te bepalen. Er is geen minimum- of maximumuurloon – er wordt aangemoedigd om het uurloon te bepalen aan de hand van het eigen uurloon, zodat iedereen naar draagkracht kan betalen.

## Solidaire betalingen naar uurloon
'Solidaire betaling naar uurloon' is een betalingsvorm die er naar streeft dat een product daadwerkelijk duurzaam en eerlijk wordt geproduceerd en verkocht. Om dat te doen, houdt de producent de kosten en werkuren bij en communiceert dit op een transparante wijze naar de koper. De voorwaarden zijn dan:
1. Het product zelf is 'gratis'. Het wordt als het ware gegeven door de producent aan de koper en heeft dus geen prijs.
2. De kosten – die horen bij duurzame productie – worden wél gedekt.
3. De werkuren van de producenten worden wél betaald. Het streven is ten minste het minimumloon, maar nog beter is een modaal inkomen.
4. De kopers kunnen betalen naar draagkracht. Bij ‘solidaire betaling naar uurloon’ moeten de kopers het uurloon van de producent bepalen, het liefst gebaseerd op eigen uurloon. Hierdoor wordt het product toegankelijk en inclusief voor iedereen. Er is geen minimum- of maximumuurloon en er wordt niet gecontroleerd of het bepaalde uurloon ook daadwerkelijk is gebaseerd op het uurloon van de koper – dit gaat geheel op vertrouwen.

Solidaire betaling naar uurloon: kosten + (de werkuren × het uurloon bepaald door de koper) = prijs

### 'Solidaire betaling naar uurloon' in de praktijk
Solidaire betaling naar uurloon is in Nederland begonnen bij gemeenschapslandbouw, ook wel Community Supported Agriculture (CSA) genoemd. Mensen kunnen dan wekelijks een groentepakket ophalen bij de boer. De prijs voor het product (in dit geval een groentepakket) wordt gebaseerd op de tijd (het aantal werkuren van de producent), de kosten (die horen bij duurzame productie) en het minimumloon, dat de producent ten minste hoopt te gaan verdienen. Het gaat dus in drie stappen:
1. Transparantie. De producent (bijv. een boer) is transparant naar de koper over de tijd, de kosten en het minimumloon.
- Tijd. Alle tijd, werkuren, nodig om een product te maken (bijv. administratie, compost uitrijden, zaaien, planten, irrigeren, wieden, oogsten, wassen, pakket samenstellen etc.).
- Kosten. Alle kosten die betaald moeten worden om een product te maken (bijv. pacht, zaden, plantgoed, extra compost, reparaties, afschrijving etc.)
- Minimumloon. Het minimumloon van een ZZP'er in Nederland is 16 euro per uur: ongeveer 10,- loon en 6,- voor het betalen van btw, verzekeringen en opbouwen van pensioen. Het is belangrijk om dit uit te leggen, aangezien veel mensen in loondienst zijn en niet door hebben dat een ondernemer deze kosten ook moet betalen van zijn of haar uurloon.

2. Bepaal het uurloon voor de producent: Bij 'solidaire betaling naar uurloon', wordt de koper gevraagd om het uurloon van de producent te bepalen, en vervolgens te betalen. Er is geen minimum of maximum. Er wordt wél gevraagd om het te baseren op eigen uurloon, zodat iedereen kan betalen naar draagkracht. Dit gebeurt in vertrouwen en wordt dus niet gecontroleerd. Voorbeeld: koper A – met een kleine portemonnee – betaalt dan bijvoorbeeld iets onder het minimumloon, en koper B – die meer kan besteden – betaalt bijvoorbeeld ruim boven het minimumloon. Gemiddeld genomen krijgt de producent dan (hopelijk) een uurloon boven het minimumloon én is het duurzame product toegankelijk voor iedereen, ongeacht inkomen. Aangezien de producent transparant is over kosten, werkuren en de richtprijs van het uurloon, blijken kopers bereid te zijn om een eerlijke (hogere) prijs te betalen. De verschuiving van 'geld vragen voor een product' naar 'een eerlijk inkomen vragen' wekt sympathie op bij de kopers die dan veel eerder bereid zijn een eerlijke prijs te betalen.
3. Betalen. Stel dat het de boer 1,5 werkuren kost om het groentepakket te maken. De kosten per pakket zijn 3 euro en de klant wil 18 euro uurloon betalen aan de boer. De prijs wordt dan: Solidaire betaling: kosten + (de werkuren van producent × het uurloon, bepaald door de koper) = prijs product. Dus 3 euro + (1,5 uur × 18 euro loon) = 30 euro.

## Solidariteit
Deze vorm van betalen is solidair op verschillende vlakken:
- Naar de producent: die ten minste een minimumloon kan krijgen
- Naar de consument: aangezien iedereen naar draagkracht kan betalen. Mensen die een hoger loon betalen, vangen het als het ware op voor mensen die bijv. zelf onder het minimumloon verdienen. Het is immers vreemd dat rijkere mensen een veel kleiner percentage van het inkomen hoeven te besteden dan armere mensen. Via solidaire betaling naar uurloon spendeert iedereen ongeveer hetzelfde percentage aan bijvoorbeeld voedsel.
- Naar de aarde, de dieren, de bodem etc.: aangezien de kosten - die horen bij duurzame productie - worden gedekt. Er hoeft immers niet meer bezuinigd te worden, ten koste van bijvoorbeeld biodiversiteit, de bodem, het milieu etc.
- Naar de toekomstige generatie: aangezien de huidige bedrijven kunnen blijven bestaan, wellicht zelfs groeien met meer personeel, en nieuwe bedrijven kunnen worden opgestart omdat er een boterham mee verdient kan worden. Het creëert dus banen omdat er een eerlijk loon wordt betaald en de kosten worden gedekt.